# Каменка (Заводоуковский район)
Каменка — деревня в Заводоуковском районе Тюменской области. В рамках организации местного самоуправления находится в Заводоуковском городском округе.

## История
До 1917 года в составе Боровинской волости Ялуторовского уезда Тобольской губернии. По данным на 1926 год состояла из 97 хозяйств. В административном отношении входила в состав Шестаковского сельсовета Новозаимского района Тюменского округа Уральской области.

## Население
| 2010 |
| ---- |
| 63   |

По данным переписи 1926 года в деревне проживало 432 человек (207 мужчин и 225 женщин), в том числе: зыряне составляли 68 % населения, русские — 32 %.